# Plataea californiaria
Plataea californiaria là một loài bướm đêm trong họ Geometridae.